# Prosopocera orientalis
Prosopocera orientalis es una especie de escarabajo longicornio del género Prosopocera, categorizada en la tribu Prosopocerini, de la subfamilia Lamiinae. Fue descrita por Breuning en 1967.

## Descripción
Mide 26 mm de longitud.

## Distribución
Se distribuye por Tanzania.